# Geraldine McCaughrean

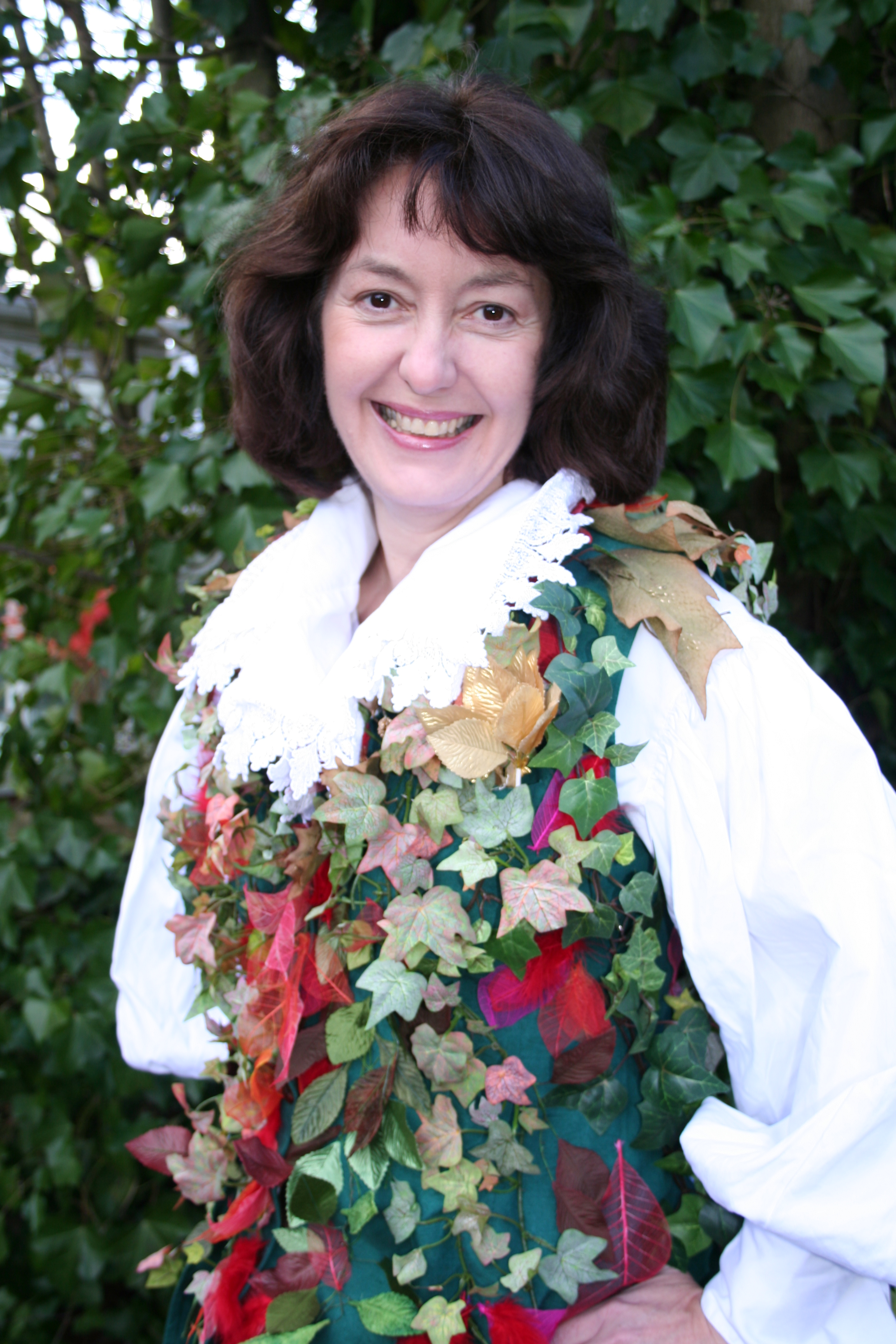
Geraldine McCaughrean

Geraldine McCaughrean, född 6 juni 1951 i London, är en brittisk författare av framförallt ungdomslitteratur.

## Biografi
McCaughrean föddes i norra London, studerade vid Enfield County School samt vid Canterbury Christ Church University, därefter arbetade hon med tidningsutgivning i tio år innan hon blev författare på heltid. Hon har skrivit mer än 140 böcker och har blivit översatt till 38 språk. Hennes verk inkluderar en återberättelse för barn av historien om Odysséen. Hon har också skrivit sex historiska romaner för vuxna. Dessutom har hon även skrivit fiktion, till exempel The Kite Rider, The Stones are Hatching och The Pirate's Son.
McCaughrean bor nu i Berkshire med man och barn.